# Oostelijke Verenigde Staten

Kaart van de VS. De rivier de Mississippi, die in Minnesota ontspringt, zuidwaarts vloeit en in Louisiana in de Golf van Mexico uitmondt, vormt volgens de meeste definities de grens tussen het Amerikaanse Westen en Oosten.

De Oostelijke Verenigde Staten (Engels: Eastern United States of American East) is een term die doorgaans betrekking heeft op de staten van de Verenigde Staten van Amerika die ten oosten van de Mississippi liggen. De regio kan op verschillende manieren verder opgedeeld worden en de meest elementaire opdeling bestaat uit het Zuiden, het oude Noordwestterritorium (dat tegenwoordig deel uitmaakt van het Middenwesten) en het Noordoosten. De staten ten westen van de Mississippi worden tot de Westelijke Verenigde Staten gerekend.
In 2011 woonden er in de 26 staten ten oosten van Mississippi (uitgezonderd kleine delen van Minnesota en Louisiana ten oosten van die rivier maar met inbegrip van Washington D.C.) net geen 180 miljoen mensen. Dat is 58,28% van de volledige Amerikaanse bevolking.
Doordat de Amerikaanse oostkust door veel verschillende groepen gekoloniseerd is, en die bevolkingsgroepen hun stempel op de latere samenleving gedrukt hebben, vormt het Amerikaanse Oosten geen afgebakende culturele eenheid.